# Statistiche e record di Marija Šarapova
| Finali in carriera                               | Finali in carriera         | Finali in carriera | Finali in carriera | Finali in carriera | Finali in carriera |
| Specialità                                       | Categoria                  | Vittorie           | Sconfitte          | Totale             | Percentuale        |
| ------------------------------------------------ | -------------------------- | ------------------ | ------------------ | ------------------ | ------------------ |
| Singolare                                        | Grande Slam                | 5                  | 5                  | 10                 | 50%                |
| Singolare                                        | Olimpiadi estive           | –                  | 1                  | 1                  | 0%                 |
| Singolare                                        | Torneo di fine anno        | 1                  | 2                  | 3                  | 33%                |
| Singolare                                        | WTA Premier Mandatory & 51 | 14                 | 11                 | 25                 | 56%                |
| Singolare                                        | WTA Tour                   | 16                 | 4                  | 20                 | 80%                |
| Singolare                                        | Totale                     | 36                 | 23                 | 59                 | 61%                |
| Doppio                                           | Grande Slam                | –                  | –                  | –                  | –                  |
| Doppio                                           | Olimpiadi estive           | –                  | –                  | –                  | –                  |
| Doppio                                           | Torneo di fine anno        | –                  | –                  | –                  | –                  |
| Doppio                                           | WTA Premier Mandatory & 51 | –                  | –                  | –                  | –                  |
| Doppio                                           | WTA Tour                   | 3                  | 1                  | 4                  | 75%                |
| Doppio                                           | Totale                     | 39                 | 24                 | 63                 | 62%                |
| 1 Conosciuti in precedenza come tornei "Tier I". |                            |                    |                    |                    |                    |

In questa pagina sono riportate le statistiche e i record realizzati da Marija Šarapova durante la sua carriera tennistica.

## Statistiche WTA

### Singolare

#### Vittorie (36)
| Grande Slam (5)  |                       |
| Ori Olimpici (0) |                       |
| WTA Finals (1)   |                       |
| Prima del 2009   | Dal 2009              |
| Tier I (6)       | Premier Mandatory (3) |
| Tier II (3)      | Premier 5 (5)         |
| Tier III (5)     | Premier (4)           |
| Tier IV (1)      | International (3)     |

| Titoli per superficie | Titoli per superficie |
| --------------------- | --------------------- |
| Cemento               | 21                    |
| Terra rossa           | 11                    |
| Erba                  | 3                     |
| Sintetico             | 1                     |

#### Grande Slam (5)
| Anno | Torneo            | Avversaria in finale | Risultato        |
| 2004 | Wimbledon         | Serena Williams      | 6-1, 6-4         |
| 2006 | US Open           | Justine Henin        | 6-4, 6-4         |
| 2008 | Australian Open   | Ana Ivanović         | 7-5, 6-3         |
| 2012 | Roland Garros     | Sara Errani          | 6-3, 6-2         |
| 2014 | Roland Garros (2) | Simona Halep         | 6-4, 6(5)-7, 6-4 |

#### Tutti i titoli
| No. | Data             | Torneo                                     | Superficie      | Avversaria in finale | Punteggio        |
| 1.  | 5 ottobre 2003   | Japan Open Tennis Championships, Tokyo     | Cemento         | Anikó Kapros         | 2-6, 6-2, 7-6(5) |
| 2.  | 2 novembre 2003  | Bell Challenge, Québec                     | Sintetico (i)   | Milagros Sequera     | 6-2, rit.        |
| 3.  | 13 giugno 2004   | AEGON Classic, Birmingham                  | Erba            | Tatiana Golovin      | 4-6, 6-2, 6-1    |
| 4.  | 4 luglio 2004    | Torneo di Wimbledon, Londra                | Erba            | Serena Williams      | 6-1, 6-4         |
| 5.  | 6 ottobre 2004   | Hansol Korea Open, Seul                    | Cemento         | Marta Domachowska    | 6-1, 6-1         |
| 6.  | 10 ottobre 2004  | Japan Open Tennis Championships, Tokyo (2) | Cemento         | Mashona Washington   | 6-0, 6-1         |
| 7.  | 15 novembre 2004 | WTA Tour Championships, Los Angeles        | Cemento (i)     | Serena Williams      | 4-6, 6-2, 6-4    |
| 8.  | 6 febbraio 2005  | Toray Pan Pacific Open, Tokyo              | Sintetico (i)   | Lindsay Davenport    | 6-1, 3-6, 7-6(5) |
| 9.  | 26 febbraio 2005 | Qatar Ladies Open, Doha                    | Cemento         | Alicia Molik         | 4-6, 6-1, 6-4    |
| 10. | 12 giugno 2005   | AEGON Classic, Birmingham                  | Erba            | Jelena Janković      | 6-2, 4-6, 6-1    |
| 11. | 18 marzo 2006    | BNP Paribas Open, Indian Wells             | Cemento         | Elena Dement'eva     | 6-1, 6-2         |
| 12. | 6 agosto 2006    | San Diego Open, San Diego                  | Cemento         | Kim Clijsters        | 7-5, 7-5         |
| 13. | 9 settembre 2006 | US Open, New York                          | Cemento         | Justine Henin        | 6-4, 6-4         |
| 14. | 22 ottobre 2006  | Zürich Open, Zurigo                        | Cemento (i)     | Daniela Hantuchová   | 6-1, 4-6, 6-3    |
| 15. | 29 ottobre 2006  | Generali Ladies Linz, Linz                 | Cemento (i)     | Nadia Petrova        | 7-5, 6-2         |
| 16. | 5 agosto 2007    | San Diego Open, San Diego (2)              | Cemento         | Patty Schnyder       | 6-2, 3-6, 6-0    |
| 17. | 26 gennaio 2008  | Australian Open, Melbourne                 | Cemento         | Ana Ivanović         | 7-5, 6-3         |
| 18. | 24 febbraio 2008 | Qatar Ladies Open, Doha (2)                | Cemento         | Vera Zvonarëva       | 6-1, 2-6, 6-0    |
| 19. | 13 aprile 2008   | MPS Group Championships, Amelia Island     | Terra verde     | Dominika Cibulková   | 7-6(7), 6-3      |
| 20. | 3 ottobre 2009   | Toray Pan Pacific Open, Tokyo (2)          | Cemento         | Jelena Janković      | 5-2, rit.        |
| 21. | 20 febbraio 2010 | Cellular South Cup, Memphis                | Cemento (i)     | Sofia Arvidsson      | 6-2, 6-1         |
| 22. | 22 maggio 2010   | Internationaux de Strasbourg, Strasburgo   | Terra rossa     | Kristina Barrois     | 7-5, 6-1         |
| 23. | 15 maggio 2011   | Internazionali d'Italia, Roma              | Terra rossa     | Samantha Stosur      | 6-2,6-4          |
| 24. | 21 agosto 2011   | Western & Southern Open, Cincinnati        | Cemento         | Jelena Janković      | 4-6, 7-6(3), 6-3 |
| 25. | 29 aprile 2012   | Porsche Tennis Grand Prix, Stoccarda       | Terra rossa (i) | Viktoryja Azaranka   | 6-1, 6-4         |
| 26. | 20 maggio 2012   | Internazionali d'Italia, Roma (2)          | Terra rossa     | Li Na                | 4-6, 6-4, 7-6(5) |
| 27. | 9 giugno 2012    | Open di Francia, Parigi                    | Terra rossa     | Sara Errani          | 6-3, 6-2         |
| 28. | 17 marzo 2013    | BNP Paribas Open, Indian Wells (2)         | Cemento         | Caroline Wozniacki   | 6-2, 6-2         |
| 29. | 28 aprile 2013   | Porsche Tennis Grand Prix, Stoccarda (2)   | Terra rossa (i) | Li Na                | 6-4, 6-3         |
| 30. | 27 aprile 2014   | Porsche Tennis Grand Prix, Stoccarda (3)   | Terra rossa (i) | Ana Ivanović         | 3-6, 6-4, 6-1    |
| 31. | 11 maggio 2014   | Madrid Open, Madrid                        | Terra rossa     | Simona Halep         | 1-6, 6-2, 6-3    |
| 32. | 7 giugno 2014    | Open di Francia, Parigi (2)                | Terra rossa     | Simona Halep         | 6-4, 6(5)-7, 6-4 |
| 33. | 5 ottobre 2014   | China Open, Pechino                        | Cemento         | Petra Kvitová        | 6-4, 2-6, 6-3    |
| 34. | 10 gennaio 2015  | Brisbane International, Brisbane           | Cemento         | Ana Ivanović         | 6(4)-7, 6-3, 6-3 |
| 35. | 17 maggio 2015   | Internazionali d'Italia, Roma (3)          | Terra rossa     | Carla Suárez Navarro | 4-6, 7-5, 6-1    |
| 36. | 15 ottobre 2017  | Tianjin Open, Tianjin                      | Cemento         | Aryna Sabalenka      | 7-5, 7-6(8)      |

#### Sconfitte (23)

##### Grande Slam (5)
| Anno | Torneo              | Avversaria in finale | Risultato   |
| 2007 | Australian Open     | Serena Williams      | 1-6, 2-6    |
| 2011 | Wimbledon           | Petra Kvitová        | 3-6, 4-6    |
| 2012 | Australian Open (2) | Viktoryja Azaranka   | 3-6, 0-6    |
| 2013 | Roland Garros       | Serena Williams      | 4-6, 4-6    |
| 2015 | Australian Open (3) | Serena Williams      | 3-6, 6(5)-7 |

##### Tutte le finali perse
| Grande Slam (5)      |                       |
| Argenti Olimpici (1) |                       |
| WTA Finals (2)       |                       |
| Prima del 2009       | Dal 2009              |
| Tier I (3)           | Premier Mandatory (6) |
| Tier II (1)          | Premier 5 (2)         |
| Tier III (1)         | Premier (1)           |
| Tier IV (0)          | International (1)     |

| No. | Data             | Torneo                               | Superficie  | Avversaria in finale | Punteggio        |
| 1.  | 24 ottobre 2004  | Zurich Open, Zurigo                  | Cemento (i) | Alicia Molik         | 6-4, 2-6, 3-6    |
| 2.  | 3 aprile 2005    | Sony Ericsson Open, Miami            | Cemento     | Kim Clijsters        | 3-6, 5-7         |
| 3.  | 6 marzo 2006     | Dubai Tennis Championships, Dubai    | Cemento     | Justine Henin        | 5-7, 2-6         |
| 4.  | 2 aprile 2006    | Sony Ericsson Open, Miami (2)        | Cemento     | Svetlana Kuznecova   | 4-6, 3-6         |
| 5.  | 28 gennaio 2007  | Australian Open, Melbourne           | Cemento     | Serena Williams      | 1-6, 2-6         |
| 6.  | 17 giugno 2007   | AEGON Classic, Birmingham            | Erba        | Jelena Janković      | 6-4, 3-6, 5-7    |
| 7.  | 11 novembre 2007 | WTA Tour Championships, Madrid       | Cemento (i) | Justine Henin        | 7-5, 5-7, 3-6    |
| 8.  | 23 agosto 2009   | Rogers Cup, Toronto                  | Cemento     | Elena Dement'eva     | 4-6, 3-6         |
| 9.  | 13 giugno 2010   | AEGON Classic, Birmingham (2)        | Erba        | Li Na                | 5-7, 1-6         |
| 10. | 1º agosto 2010   | Bank of the West Classic, Stanford   | Cemento     | Viktoryja Azaranka   | 4-6, 1-6         |
| 11. | 15 agosto 2010   | Western & Southern Open, Cincinnati  | Cemento     | Kim Clijsters        | 6-2, 6(4)-7, 2-6 |
| 12. | 3 aprile 2011    | Sony Ericsson Open, Miami (3)        | Cemento     | Viktoryja Azaranka   | 1-6, 4-6         |
| 13. | 2 luglio 2011    | Torneo di Wimbledon, Londra          | Erba        | Petra Kvitová        | 3-6, 4-6         |
| 14. | 28 gennaio 2012  | Australian Open, Melbourne (2)       | Cemento     | Viktoryja Azaranka   | 3-6, 0-6         |
| 15. | 18 marzo 2012    | BNP Paribas Open, Indian Wells       | Cemento     | Viktoryja Azaranka   | 2-6, 3-6         |
| 16. | 31 marzo 2012    | Sony Ericsson Open, Miami (4)        | Cemento     | Agnieszka Radwańska  | 5-7, 4-6         |
| 17. | 4 agosto 2012    | Giochi Olimpici, Londra              | Erba        | Serena Williams      | 0-6, 1-6         |
| 18. | 7 ottobre 2012   | China Open, Pechino                  | Cemento     | Viktoryja Azaranka   | 3-6, 1-6         |
| 19. | 28 ottobre 2012  | WTA Tour Championships, Istanbul (2) | Cemento (i) | Serena Williams      | 4-6, 3-6         |
| 20. | 30 marzo 2013    | Sony Ericsson Open, Miami (5)        | Cemento     | Serena Williams      | 6-4, 3-6, 0-6    |
| 21. | 12 maggio 2013   | Madrid Open, Madrid                  | Terra rossa | Serena Williams      | 1-6, 4-6         |
| 22. | 8 giugno 2013    | Open di Francia, Parigi              | Terra rossa | Serena Williams      | 4-6, 4-6         |
| 23. | 31 gennaio 2015  | Australian Open, Melbourne (3)       | Cemento     | Serena Williams      | 3-6, 6(5)-7      |

### Doppio

#### Vittorie (3)
Legenda
| Grande Slam (0)  |
| Ori Olimpici (0) |
| WTA Finals (0)   |
| Tier I (0)       |
| Tier II (0)      |
| Tier III (3)     |
| Tier IV (0)      |

| Numero | Data            | Torneo                                       | Superficie  | Compagna            | Avversarie in finale                | Punteggio   |
| 1.     | 5 ottobre 2003  | Japan Open Tennis Championships, Tokyo       | Cemento     | Tamarine Tanasugarn | Ansley Cargill Ashley Harkleroad    | 7-6(1), 6-0 |
| 2.     | 26 ottobre 2003 | Fortis Championships Luxembourg, Lussemburgo | Cemento (i) | Tamarine Tanasugarn | Olena Tatarkova Marlene Weingärtner | 6–1, 6–4    |
| 3.     | 13 giugno 2004  | DFS Classic, Birmingham                      | Erba        | Marija Kirilenko    | Lisa McShea Milagros Sequera        | 6-2, 6–1    |

#### Sconfitte (1)
Legenda
| Grande Slam (0)      |
| Argenti Olimpici (0) |
| WTA Finals (0)       |
| Tier I (0)           |
| Tier II (0)          |
| Tier III (1)         |
| Tier IV (0)          |

| Numero | Data           | Torneo                                                            | Superficie  | Compagna       | Avversarie in finale   | Punteggio   |
| 1.     | 5 ottobre 2003 | Kroger St. Jude International and the Cellular South Cup, Memphis | Cemento (i) | Vera Zvonarëva | Åsa Svensson Meilen Tu | 4-6, 6(0)-7 |

## Statistiche ITF

### Singolare

#### Vittorie (4)
| Torneo $100.000 (0) |
| Torneo $80.000 (0)  |
| Torneo $75.000 (0)  |
| Torneo $60.000 (0)  |
| Torneo $50.000 (0)  |
| Torneo $25.000 (3)  |
| Torneo $15.000 (0)  |
| Torneo $10.000 (1)  |

| N. | Data              | Torneo                                             | Superficie  | Avversaria in finale | Punteggio     |
| 1. | 28 aprile 2002    | ITF Women's Circuit Gunma, Gunma                   | Sintetico   | Aiko Nakamura        | 6-4, 6-1      |
| 2. | 4 agosto 2002     | Vancouver Open, Vancouver                          | Cemento     | Laura Granville      | 0-6, 6-3, 6-1 |
| 3. | 15 settembre 2002 | ITF Women's Circuit Peachtree City, Peachtree City | Cemento     | Kelly McCain         | 6-0, 6-1      |
| 4. | 11 maggio 2003    | ITF Women's Circuit Sea Island, Sea Island         | Terra verde | Christina Wheeler    | 6-4, 6-3      |

## Risultati in progressione
| Sigla | Risultato               |
| ----- | ----------------------- |
| V     | Vincitore               |
| F     | Finalista               |
| SF    | Semifinalista           |
| O     | Oro olimpico            |
| A     | Argento olimpico        |
| SF    | Bronzo olimpico         |
| QF    | Quarti di Finale        |
| 4T    | Quarto turno            |
| 3T    | Terzo turno             |
| 2T    | Secondo turno           |
| 1T    | Primo turno             |
| RR    | Round Robin             |
| LQ    | Turno di qualificazione |
| A     | Assente                 |
| ND    | Non disputato           |

| Legenda superfici    |
| -------------------- |
| Cemento              |
| Terra battuta        |
| Erba                 |
| Superficie variabile |

| Torneo                     | 2001          | 2002          | 2003          | 2004          | 2005          | 2006          | 2007          | 2008          | 2009          | 2010          | 2011          | 2012          | 2013          | 2014          | 2015          | 2016          | 2017          | 2018          | 2019          | 2020         | Titoli       | V-P          | V %    |
| -------------------------- | ------------- | ------------- | ------------- | ------------- | ------------- | ------------- | ------------- | ------------- | ------------- | ------------- | ------------- | ------------- | ------------- | ------------- | ------------- | ------------- | ------------- | ------------- | ------------- | ------------ | ------------ | ------------ | ------ |
| Grande Slam                |               |               |               |               |               |               |               |               |               |               |               |               |               |               |               |               |               |               |               |              |              |              |        |
| Australian Open, Melbourne | A             | A             | 1T            | 3T            | SF            | SF            | F             | V             | A             | 1T            | 4T            | F             | SF            | 4T            | F             | QF1           | A             | 3T            | 4T            | 1T           | 1 / 16       | 57–14        | 80.28% |
| Roland Garros, Parigi      | A             | A             | 1T            | QF            | QF            | 4T            | SF            | 4T            | QF            | 3T            | SF            | V             | F             | V             | 4T            | A             | A             | QF            | A             | A            | 2 / 14       | 56–12        | 82.35% |
| Wimbledon, Londra          | A             | A             | 4T            | V             | SF            | SF            | 4T            | 2T            | 2T            | 4T            | F             | 4T            | 2T            | 4T            | SF            | A             | A             | 1T            | 1T            | ND           | 1 / 14       | 46–14        | 76.67% |
| US Open, New York          | A             | A             | 2T            | 3T            | SF            | V             | 3T            | A             | 3T            | 4T            | 3T            | SF            | A             | 4T            | A             | A             | 4T            | 4T            | 1T            | A            | 1 / 13       | 38–12        | 76%    |
| V-P                        | 0–0           | 0–0           | 4–4           | 15–3          | 19–4          | 20–3          | 16–4          | 11–2          | 7–3           | 8–4           | 16–4          | 21–3          | 12-3          | 17-3          | 14-3          | 0-0           | 3-1           | 8-4           | 3-3           | 0-1          | 5 / 57       | 197–52       | 79.12% |
| Giochi Olimpici            |               |               |               |               |               |               |               |               |               |               |               |               |               |               |               |               |               |               |               |              |              |              |        |
| Giochi Olimpici            | Non disputati | Non disputati | Non disputati | A             | Non disputati | Non disputati | Non disputati | A             | Non disputati | Non disputati | Non disputati | F             | Non disputati | Non disputati | Non disputati | A             | Non disputati | Non disputati | Non disputati | A            | 0 / 1        | 5–1          | 83.33% |
| WTA Finals                 |               |               |               |               |               |               |               |               |               |               |               |               |               |               |               |               |               |               |               |              |              |              |        |
| WTA Finals                 | A             | A             | A             | V             | SF            | SF            | F             | A             | A             | A             | RR            | F             | A             | RR            | SF            | A             | A             | A             | A             | A            | 1 / 8        | 21–11        | 65,63% |
| WTA Premier Mandatory      |               |               |               |               |               |               |               |               |               |               |               |               |               |               |               |               |               |               |               |              |              |              |        |
| Indian Wells               | A             | 2T            | 1T            | 4T            | SF            | V             | 4T            | SF            | A             | 3T            | SF            | F             | V             | 3T            | 4T            | A             | A             | 1T            | A             | 2 / 14       | 38–12        | 77,55%       |        |
| Miami                      | A             | A             | 1T            | 4T            | F             | F             | 4T            | A             | A             | A             | F             | F             | F             | SF            | 2T            | A             | A             | A             | A             | 0 / 10       | 33–10        | 80,49%       |        |
| Madrid                     | Non disputato | Non disputato | Non disputato | Non disputato | Non disputato | Non disputato | Non disputato | Non disputato | A             | 1T            | 3T            | QF            | F             | V             | SF            | A             | 2T            | QF            | A             | 1 / 8        | 27–9         | 75,00%       |        |
| Pechino                    | Non disputato | Non disputato | Non disputato | Non Tier I    | Non Tier I    | Non Tier I    | Non Tier I    | Non Tier I    | 3T            | 2T            | A             | F             | A             | V             | A             | A             | 3T            | A             |               | 1 / 5        | 15–4         | 78,95%       |        |
| WTA Premier 5              |               |               |               |               |               |               |               |               |               |               |               |               |               |               |               |               |               |               |               |              |              |              |        |
| Doha                       | Non Tier I    | Non Tier I    | Non Tier I    | Non Tier I    | Non Tier I    | Non Tier I    | Non Tier I    | V             | Non disputato | Non disputato | Non P5        | A             | SF            | A             | A             | A             | A             | 1T            | A             | 1 / 3        | 8–2          | 80,00%       |        |
| Roma                       | A             | A             | A             | 3T            | SF            | A             | A             | SF            | A             | A             | V             | V             | QF            | 3T            | V             | A             | 2T            | SF            | A             | 3 / 10       | 31–5         | 86,11%       |        |
| Toronto/Montréal           | A             | A             | 1T            | 3T            | A             | A             | A             | 3T            | F             | A             | 3T            | A             | A             | 3T            | A             | A             | A             | 3T            | 1T            | 0 / 8        | 11–7         | 61,11%       |        |
| Cincinnati                 | Non disputato | Non disputato | Non disputato | Non Tier I    | Non Tier I    | Non Tier I    | Non Tier I    | Non Tier I    | A             | F             | V             | A             | 2T            | SF            | A             | A             | A             | A             |               | 1 / 4        | 13–3         | 81,25%       |        |
| Tokyo                      | A             | A             | A             | 2T            | V             | SF            | SF            | A             | V             | 1T            | QF            | QF            | A             | Non P5        | Non P5        | Non P5        | Non P5        | Non P5        | Non P5        | 2 / 8        | 19–6         | 76,00%       |        |
| Wuhan                      | Non disputati | Non disputati | Non disputati | Non disputati | Non disputati | Non disputati | Non disputati | Non disputati | Non disputati | Non disputati | Non disputati | Non disputati | Non disputati | 3T            | 2T            | A             | A             | A             |               | 0 / 1        | 1-1          | 50,00%       |        |
| WTA Premier                |               |               |               |               |               |               |               |               |               |               |               |               |               |               |               |               |               |               |               |              |              |              |        |
| Brisbane                   | Non disputato | Non disputato | Non disputato | Non disputato | Non disputato | Non disputato | Non disputato | Non disputato | A             | A             | A             | A             | A             | SF            | V             | A             | A             | A             | A             | 1 / 2        | 7–1          | 87,50%       |        |
| Parigi                     | Non Tier II   | Non Tier II   | Non Tier II   | Non Tier II   | Non Tier II   | Non Tier II   | Non Tier II   | Non Tier II   | A             | A             | A             | QF            | A             | SF            | Non disputato | Non disputato | Non disputato | Non disputato | Non disputato | 0 / 2        | 5–2          | 71,00%       |        |
| Dubai                      | Non Tier I    | Non Tier I    | Non Tier I    | Non Tier I    | Non Tier I    | Non Tier I    | Non Tier I    | Non Tier I    | A             | A             | A             | Non P5        | Non P5        | Non P5        | Non P5        | A             | A             | A             | A             | 0 / 0        | 0–0          | 0%           |        |
| Stoccarda                  | Non Tier I    | Non Tier I    | Non Tier I    | Non Tier I    | Non Tier I    | Non Tier I    | Non Tier I    | Non Tier I    | A             | A             | A             | V             | V             | V             | 2T            | A             | SF            | 1T            | A             | 3 / 6        | 18–3         | 85,71%       |        |
| Birmingham                 | A             | A             | SF            | V             | V             | SF            | F             | A             | SF            | F             | A             | A             | A             | A             | A             | A             | A             | A             | A             | 2 / 7        | 34–5         | 87,18%       |        |
| Stanford                   | Non Tier II   | Non Tier II   | Non Tier II   | Non Tier II   | Non Tier II   | Non Tier II   | Non Tier II   | Non Tier II   | QF            | F             | QF            | A             | A             | A             | A             | A             | A             | A             | 2T            | 0 / 4        | 9–4          | 69,23%       |        |
| Statistiche                |               |               |               |               |               |               |               |               |               |               |               |               |               |               |               |               |               |               |               |              |              |              |        |
| Tornei giocati             | 1             | 8             | 16            | 20            | 15            | 15            | 13            | 9             | 10            | 13            | 14            | 14            | 10            | 16            | 11            | 6             | 9             | 11            | 7             | 216          | 216          | 216          |        |
| Titoli                     | 0             | 0             | 2             | 5             | 3             | 5             | 1             | 3             | 1             | 2             | 2             | 3             | 2             | 4             | 2             | 0             | 1             | 0             | 0             | 36           | 36           | 36           |        |
| Finali disputate           | 0             | 0             | 2             | 6             | 4             | 7             | 4             | 3             | 2             | 5             | 4             | 9             | 5             | 4             | 3             | 0             | 1             | 0             | 0             | 59           | 59           | 59           |        |
| Cemento V-P                | 0–0           | 23–5          | 20–9          | 34–11         | 29–7          | 45–5          | 24–5          | 19–1          | 20–5          | 19–7          | 25–11         | 34–8          | 19-4          | 27-11         | 20-5          | 4-1           | 10-7          | 21-10         | 6-5           | 20 / 132     | 399–117      | 77.33%       |        |
| Terra V-P                  | 0–1           | 5–0           | 9–2           | 8–3           | 9–3           | 3–1           | 7–2           | 12–2          | 6–2           | 7–2           | 12–2          | 18–1          | 17-2          | 19-1          | 12-3          | 0-0           | 5-3           | 11-3          | 1-1           | 11 / 45      | 161–34       | 82.56%       |        |
| Erba V-P                   | 0–0           | 0–0           | 9–2           | 12–0          | 10–1          | 8–2           | 7–2           | 1–1           | 5–2           | 7–2           | 6–1           | 8–2           | 1-1           | 3-1           | 5-1           | 0-0           | 0-0           | 0-1           | 0-1           | 3 / 22       | 82–20        | 80,39%       |        |
| Sintetico V-P              | 0–0           | 0–0           | 0–0           | 1–1           | 5–1           | 3–1           | 2–2           | 0–0           | 0–0           | 0–0           | 0–0           | 0–0           | 0-0           | 0-0           | 0-0           | 0-0           | 0-0           | 0-0           | 0-0           | 2 / 7        | 15–5         | 75,00%       |        |
| Vittorie-Sconfitte         | 0–1           | 28–5          | 38–13         | 55–15         | 53–12         | 59–9          | 40–11         | 32–4          | 31–9          | 33–11         | 43–14         | 60–11         | 37-7          | 49-13         | 39-9          | 4-1           | 16-7          | 21-10         | 7-6           | 36 / 216     | 644–168      | 79.31%       |        |
| Vittorie %                 | 0%            | 84.84%        | 74.51%        | 78.57%        | 81.53%        | 86.76%        | 78.43%        | 88.89%        | 77.50%        | 75.00%        | 75.43%        | 84.50%        | 86.04%        | 79,03%        | 81,25%        | 80,00%        | 69,57%        | 67,74%        | 53,85%        | 79.31%       | 79.31%       | 79.31%       |        |
| Ranking di fine anno       | –             | 186           | 32            | 4             | 4             | 2             | 5             | 9             | 14            | 18            | 4             | 2             | 4             | 2             | 4             | –             | 60            | 29            |               | 38 621 964 $ | 38 621 964 $ | 38 621 964 $ |        |

aggiornato al 12 agosto 2019
- 1 A causa del doping test positivo, i punti e il prize money le sono stati tolti.

## Numero testa di serie nei tornei del Grande Slam
| Anno | Australian Open   | Open di Francia   | Wimbledon         | US Open           |
| ---- | ----------------- | ----------------- | ----------------- | ----------------- |
| 2003 | Qualificata       | Qualificata       | Wildcard          | No testa di serie |
| 2004 | 28                | 18                | 13                | 7                 |
| 2005 | 4                 | 2                 | 2                 | 1                 |
| 2006 | 4                 | 4                 | 4                 | 3                 |
| 2007 | 1                 | 2                 | 2                 | 2                 |
| 2008 | 5                 | 1                 | 3                 | Non ha giocato    |
| 2009 | Non ha giocato    | No testa di serie | 24                | 29                |
| 2010 | 14                | 12                | 16                | 14                |
| 2011 | 14                | 7                 | 5                 | 3                 |
| 2012 | 4                 | 2                 | 1                 | 3                 |
| 2013 | 2                 | 2                 | 3                 | Non ha giocato    |
| 2014 | 3                 | 7                 | 5                 | 5                 |
| 2015 | 2                 | 2                 | 4                 | Non ha giocato    |
| 2016 | 5                 | Non ha giocato    | Non ha giocato    | Non ha giocato    |
| 2017 | Non ha giocato    | Non ha giocato    | Non ha giocato    | Wildcard          |
| 2018 | No testa di serie | 28                | 24                | 22                |
| 2019 | 30                | Non ha giocato    | No testa di serie |                   |

## Guadagni
| Anno      | Grande Slam | Vittorie WTA | Vittorie totali | Guadagno ($) | Classifica montepremi guadagnato |
| --------- | ----------- | ------------ | --------------- | ------------ | -------------------------------- |
| 2003      | 0           | 2            | 2               | 222,005      | 51                               |
| 2004      | 1           | 4            | 5               | 2,506,263    | 1                                |
| 2005      | 0           | 3            | 3               | 1,921,283    | 5                                |
| 2006      | 1           | 4            | 5               | 3,799,501    | 2                                |
| 2007      | 0           | 1            | 1               | 1,758,550    | 7                                |
| 2008      | 1           | 2            | 3               | 1,937,879    | 6                                |
| 2009      | 0           | 1            | 1               | 923,619      | 15                               |
| 2010      | 0           | 2            | 2               | 651,279      | 31                               |
| 2011      | 0           | 2            | 2               | 2,899,148    | 6                                |
| 2012      | 1           | 2            | 3               | 6,508,296    | 3                                |
| 2013      | 0           | 2            | 2               | 3,544,222    | 4                                |
| 2014      | 1           | 3            | 4               | 5,839,357    | 2                                |
| 2015      | 0           | 2            | 2               | 2,363,038    | 2                                |
| Carriera* | 5           | 30           | 35              | 34,898,240   | 2                                |

- 18 maggio 2015

## Testa a testa con giocatrici classificate nella top-10
| Giocatrice          | Record  | Percentuale di vittorie | Cemento | Terra | Erba  | Sintetico | Ultimo scontro diretto                                     |
| Numero 1 del mondo  |         |                         |         |       |       |           |                                                            |
| Lindsay Davenport   | 5–1     | 83%                     | 3–1     | 0–0   | 1–0   | 1–0       | Vittoria (6–1, 6–3) agli Australian Open 2008              |
| Venus Williams      | 5–3     | 62%                     | 4–1     | 1–0   | 0–2   | 0–0       | Vittoria (6–1, 6–3) agli Australian Open 2013              |
| Serena Williams     | 2–19    | 10%                     | 1–12    | 0–4   | 1–3   | 0–0       | Sconfitta (4–6, 1-6) agli Australian Open 2016             |
| Jennifer Capriati   | 0–1     | 0%                      | 0–0     | 0–1   | 0–0   | 0–0       | Sconfitta (7–5, 4–6, 1–6) a Berlino 2004                   |
| Monica Seles        | 0–1     | 0%                      | 0–1     | 0–0   | 0–0   | 0–0       | Sconfitta (0–6, 2–6) a Indian Wells 2002                   |
| Martina Hingis      | 2–1     | 67%                     | 2–0     | 0–0   | 0–0   | 0–1       | Vittoria (6–3, 6–3) a Indian Wells 2006                    |
| Kim Clijsters       | 4–5     | 44%                     | 3–5     | 0–0   | 1–0   | 0–0       | Vittoria (6–2, 7–5) ai Giochi Olimpici 2012                |
| Justine Henin       | 3–7     | 30%                     | 3–4     | 0–3   | 0–0   | 0–0       | Sconfitta (2–6, 6–3, 3–6) al Roland Garros 2010            |
| Amélie Mauresmo     | 1–3     | 25%                     | 1–2     | 0–0   | 0–1   | 0–0       | Vittoria (6–0, 4–6, 6–0) agli US Open 2006                 |
| Jelena Janković     | 8–1     | 89%                     | 6–0     | 1–0   | 1–1   | 0–0       | Vittoria (0–6, 6–4, 6–3) al Roland Garros 2013             |
| Ana Ivanović        | 10–4    | 71%                     | 6–1     | 4–2   | 0–0   | 0–1       | Vittoria (64–7, 6–3, 6-3) a Brisbane 2015                  |
| Dinara Safina       | 4–3     | 57%                     | 3–0     | 1–2   | 0–0   | 0–1       | Vittoria (6–2, 6–0) a Indian Wells 2011                    |
| Viktoryja Azaranka  | 8–7     | 53%                     | 4–6     | 4–0   | 0–0   | 0–1       | Vittoria (6–3, 6–1) al Internazionali d'Italia 2015        |
| Caroline Wozniacki  | 6–4     | 60%                     | 3–4     | 3–0   | 0–0   | 0–0       | Vittoria (6–1, 3–6, 6–3) al Madrid Open 2015               |
| Angelique Kerber    | 4–3     | 57%                     | 2–1     | 2–1   | 0–1   | 0–0       | Sconfitta (6-2, 5-7, 1-6) a Porsche Tennis Grand Prix 2015 |
| Numero 2 del mondo  |         |                         |         |       |       |           |                                                            |
| Petra Kvitová       | 7–4     | 64%                     | 5–3     | 2–0   | 0–1   | 0–0       | Vittoria (3–6, 6–4, 6–2) al Fed Cup 2015                   |
| Li Na               | 10–5    | 67%                     | 5–2     | 4–1   | 1–2   | 0–0       | Vittoria (2–6, 7–65, 6–3) a Madrid 2014                    |
| Anastasija Myskina  | 2–3     | 40%                     | 2–3     | 0–0   | 0–0   | 0–0       | Vittoria (6–3, 6–3) a Miami 2006                           |
| Svetlana Kuznecova  | 8–5     | 62%                     | 8–3     | 0–1   | 0–1   | 0–0       | Sconfitta (2–6, 4–6) al Madrid Open 2015                   |
| Agnieszka Radwańska | 13–2    | 87%                     | 9–2     | 4–0   | 0–0   | 0–0       | Vittoria (4–6, 6–3, 6-4) alle WTA Finals 2015              |
| Vera Zvonarëva      | 7–3     | 70%                     | 6–3     | 1–0   | 0–0   | 0–0       | Vittoria (2–6, 6–3, 6–3) a Cincinnati 2011                 |
| Simona Halep        | 6–0     | 100%                    | 4–0     | 2–0   | 0–0   | 0–0       | Vittoria (6–4, 6–4) a WTA Finals 2015                      |
| Numero 3 del mondo  |         |                         |         |       |       |           |                                                            |
| Nadia Petrova       | 9–1     | 90%                     | 7–1     | 1–0   | 1–0   | 0–0       | Vittoria (6–1, 4–6, 6–4) agli US Open 2012                 |
| Elena Dement'eva    | 9–3     | 75%                     | 6–3     | 1–0   | 2–0   | 0–0       | Vittoria (6–4, 2–6, 6–3) a Stanford 2010                   |
| Mary Pierce         | 3–1     | 75%                     | 2–1     | 1–0   | 0–0   | 0–0       | Vittoria (6–2, 6–3) a San Diego 2006                       |
| Numero 4 del mondo  |         |                         |         |       |       |           |                                                            |
| Jelena Dokić        | 1–0     | 100%                    | 0–0     | 0–0   | 1–0   | 0–0       | Vittoria (6–4, 6–4) a Wimbledon 2003                       |
| Kimiko Date-Krumm   | 0–1     | 0%                      | 0–1     | 0–0   | 0–0   | 0–0       | Sconfitta (5–7, 6–3, 3–6) a Tokyo 2010                     |
| Francesca Schiavone | 4–0     | 100%                    | 2–0     | 0–0   | 1–0   | 1–0       | Vittoria (6–2, 6–1) a Indian Wells 2013                    |
| Samantha Stosur     | 15–2    | 88%                     | 7–2     | 5–0   | 2–0   | 1–0       | Vittoria (6–3, 6–4) al Roland Garros 2015                  |
| Numero 5 del mondo  |         |                         |         |       |       |           |                                                            |
| Daniela Hantuchová  | 9–1     | 90%                     | 8–0     | 0–0   | 1–0   | 0–1       | Vittoria (6–0, 6–1) a Parigi Indoors 2014                  |
| Anna Chakvetadze    | 7–0     | 100%                    | 4–0     | 2–0   | 1–0   | 0–0       | Vittoria (6–2, 6–1) a Wimbledon 2011                       |
| Eugenie Bouchard    | 4–1     | 67%                     | 2–0     | 2–1   | 0–0   | 0–0       | Sconfitta (5–7, 6–2, 4–6) Madrid Open 2017                 |
| Sara Errani         | 5–0     | 100%                    | 3–0     | 2–0   | 0–0   | 0–0       | Vittoria (6–1, 6–2) a Stoccarda 2014                       |
| Numero 7 del mondo  |         |                         |         |       |       |           |                                                            |
| Patty Schnyder      | 7–1     | 87%                     | 4–0     | 2–1   | 1–0   | 0–0       | Vittoria (6–7(3–7), 7–5, 6–2) a Roma 2008                  |
| Marion Bartoli      | 5–0     | 100%                    | 4–0     | 0–0   | 1–0   | 0–0       | Vittoria (3–6, 6–3, 6–4) agli US Open 2012                 |
| Numero 8 del mondo  |         |                         |         |       |       |           |                                                            |
| Ai Sugiyama         | 4–0     | 100%                    | 1–0     | 0–0   | 2–0   | 1–0       | Vittoria (6–4, 66–7, 6–1) a Stanford 2009                  |
| Alicia Molik        | 4–1     | 80%                     | 2–1     | 1–0   | 1–0   | 0–0       | Vittoria (6–0, 7–5) at Roland Garros 2006                  |
| Ekaterina Makarova  | 7–0     | 100%                    | 4–0     | 3–0   | 0–0   | 0–0       | Vittoria (7–5, 6–1) agli Porsche Tennis Grand Prix 2017    |
| Numero 9 del mondo  |         |                         |         |       |       |           |                                                            |
| Paola Suárez        | 0–1     | 0%                      | 0–0     | 0–1   | 0–0   | 0–0       | Sconfitta (1–6, 3–6) al Roland Garros 2004                 |
| Andrea Petković     | 3–1     | 75%                     | 2–1     | 1–0   | 0–0   | 0–0       | Vittoria (6–0, 6–3) al Roland Garros 2011                  |
| Numero 10 del mondo |         |                         |         |       |       |           |                                                            |
| Flavia Pennetta     | 3–3     | 50%                     | 2–3     | 0–0   | 1–0   | 0–0       | Vittoria (7–5, 6–1) a WTA Finals 2015                      |
| Marija Kirilenko    | 6–2     | 75%                     | 5–2     | 0–0   | 1–0   | 0–0       | Vittoria (6–4, 6–0) a US Open 2014                         |
| Dominika Cibulková  | 3–3     | 50%                     | 0–1     | 2–2   | 1–0   | 0–0       | Sconfitta (6–3, 4–6, 1–6) Australian Open 2014             |
| Totale              | 223–106 | 67%                     | 127–58  | 37–14 | 22–10 | 4–5       |                                                            |

### Vittorie su giocatrici classificate al numero 1
| Risultato     | # | Giocatrice         | Torneo                         | Superficie    | Turno | Punteggio          |
| ------------- | - | ------------------ | ------------------------------ | ------------- | ----- | ------------------ |
| Vittoria      | 1 | Lindsay Davenport  | Toray Pan Pacific Open 2005    | Sintetico (i) | F     | 6–1, 3–6, 7–6(7–5) |
| Semifinalista | 2 | Lindsay Davenport  | WTA Tour Championships 2005    | Cemento (i)   | RR1   | 6–3, 5–7, 6–4      |
| Vittoria      | 3 | Amélie Mauresmo    | US Open 2006                   | Cemento       | SF    | 6–0, 4–6, 6–0      |
| Vittoria      | 4 | Justine Henin      | Australian Open 2008           | Cemento       | QF    | 6–4, 6–0           |
| Vittoria      | 5 | Caroline Wozniacki | Internazionali d'Italia 2011   | Terra         | SF    | 7–5, 6–3           |
| Vittoria      | 6 | Viktoryja Azaranka | Porsche Tennis Grand Prix 2012 | Terra (i)     | F     | 6–1, 6–4           |
| Finalista     | 7 | Viktoryja Azaranka | WTA Tour Championships 2012    | Cemento (i)   | SF    | 6–4, 6–2           |

## Vittorie contro top-10 per stagione
| Stagione | 2001 | 2002 | 2003 | 2004 | 2005 | 2006 | 2007 | 2008 | 2009 | 2010 | 2011 | 2012 | 2013 | 2014 | 2015 | 2016 | 2017 | 2018 | 2019 | Totale |
| Vittoria | 0    | 0    | 0    | 7    | 8    | 14   | 7    | 4    | 5    | 2    | 6    | 14   | 7    | 10   | 9    | 0    | 1    | 3    | 1    | 98     |

### Vittorie su giocatrici classificate nella top-10 per stagione
| N.   | Giocatrice           | Ranking | Torneo                                | Superficie  | Turno      | Punteggio               |
| ---- | -------------------- | ------- | ------------------------------------- | ----------- | ---------- | ----------------------- |
| 2004 |                      |         |                                       |             |            |                         |
| 1.   | Elena Dement'eva     | 10      | Roma, Italia                          | Terra       | 2R         | 6–1, 6–4                |
| 2.   | Lindsay Davenport    | 5       | Wimbledon, Londra, Gran Bretagna      | Erba        | Semifinale | 2–6, 7–6(7–5), 6–1      |
| 3.   | Serena Williams      | 10      | Wimbledon, Londra, Gran Bretagna      | Erba        | Finale     | 6–1, 6–4                |
| 4.   | Elena Dement'eva     | 5       | Zurigo, Svizzera                      | Cemento (i) | Semifinale | 4–6, 6–2, 6–3           |
| 5.   | Svetlana Kuznecova   | 4       | Los Angeles, Stati Uniti              | Cemento (i) | RR         | 6–1, 6–4                |
| 6.   | Anastasija Myskina   | 3       | Los Angeles, Stati Uniti              | Cemento (i) | Semifinale | 2–6, 6–2, 6–2           |
| 7.   | Serena Williams      | 8       | Los Angeles, Stati Uniti              | Cemento (i) | Finale     | 4–6, 6–2, 6–4           |
| 2005 |                      |         |                                       |             |            |                         |
| 8.   | Svetlana Kuznecova   | 5       | Australian Open, Melbourne, Australia | Cemento     | QF         | 4–6, 6–2, 6–2           |
| 9.   | Lindsay Davenport    | 1       | Tokyo, Giappone                       | Cemento     | Finale     | 6–1, 3–6, 7–6(7–5)      |
| 10.  | Alicia Molik         | 9       | Doha, Qatar                           | Cemento     | Finale     | 4–6, 6–1, 6–4           |
| 11.  | Venus Williams       | 9       | Miami, Stati Uniti                    | Cemento     | Semifinale | 6–4, 6–3                |
| 12.  | Nadia Petrova        | 8       | Wimbledon, Londra, Gran Bretagna      | Erba        | QF         | 7–6(8–6), 6–3           |
| 13.  | Nadia Petrova        | 9       | US Open, New York, Stati Uniti        | Cemento     | QF         | 7–5, 4–6, 6–4           |
| 14.  | Lindsay Davenport    | 1       | Los Angeles, Stati Uniti              | Cemento (i) | RR         | 6–3, 5–7, 6–4           |
| 15.  | Patty Schnyder       | 8       | Los Angeles, Stati Uniti              | Cemento (i) | RR         | 6–1, 3–6, 6–2           |
| 2006 |                      |         |                                       |             |            |                         |
| 16.  | Nadia Petrova        | 7       | Australian Open, Melbourne, Australia | Cemento     | QF         | 7–6(8–6), 6–4           |
| 17.  | Lindsay Davenport    | 3       | Dubai, Emirati Arabi                  | Cemento     | Semifinale | 3–6, 6–1, 6–3           |
| 18.  | Elena Dement'eva     | 8       | Indian Wells, Stati Uniti             | Cemento     | Finale     | 6–1, 6–2                |
| 19.  | Elena Dement'eva     | 8       | Wimbledon, Londra, Gran Bretagna      | Erba        | QF         | 6–1, 6–4                |
| 20.  | Mary Pierce          | 9       | San Diego, Stati Uniti                | Cemento     | QF         | 6–2, 6–3                |
| 21.  | Patty Schnyder       | 8       | San Diego, StatI Uniti                | Cemento     | Semifinale | 7–5, 6–4                |
| 22.  | Kim Clijsters        | 2       | San Diego, Stati Uniti                | Cemento     | Finale     | 7–5, 7–5                |
| 23.  | Amélie Mauresmo      | 1       | US Open, New York, Stati Uniti        | Cemento     | Semifinale | 6–0, 4–6, 6–0           |
| 24.  | Justine Henin        | 2       | US Open, New York, Stati Uniti        | Cemento     | Finale     | 6–4, 6–4                |
| 25.  | Patty Schnyder       | 9       | Linz, Austria                         | Cemento (i) | Semifinale | 7–5, 7–5                |
| 26.  | Nadia Petrova        | 5       | Linz, Austria                         | Cemento (i) | Finale     | 7–5, 6–2                |
| 27.  | Svetlana Kuznecova   | 4       | Madrid, Spagna                        | Cemento     | RR         | 6–1, 6–4                |
| 28.  | Kim Clijsters        | 6       | Madrid, Spagna                        | Cemento     | RR         | 6–4, 6–4                |
| 29.  | Elena Dement'eva     | 4       | Madrid, Spagna                        | Cemento     | RR         | 6–1, 6–4                |
| 2007 |                      |         |                                       |             |            |                         |
| 30.  | Kim Clijsters        | 5       | Australian Open, Melbourne, Australia | Cemento     | Semifinale | 6–4, 6–2                |
| 31.  | Anna Chakvetadze     | 9       | Open di Francia, Parigi, Francia      | Terra       | QF         | 6–3, 6–4                |
| 32.  | Anna Chakvetadze     | 6       | San Diego, Stati Uniti                | Cemento     | Semifinale | 6–3, 6–2                |
| 33.  | Daniela Hantuchová   | 9       | Madrid, Spagna                        | Cemento     | RR         | 6–4, 7–5                |
| 34.  | Svetlana Kuznecova   | 2       | Madrid, Spagna                        | Cemento     | RR         | 5–7, 6–2, 6–2           |
| 35.  | Ana Ivanović         | 4       | Madrid, Spagna                        | Cemento     | RR         | 6–1, 6–2                |
| 36.  | Anna Chakvetadze     | 7       | Madrid, Spagna                        | Cemento     | Semifinale | 6–2, 6–2                |
| 2008 |                      |         |                                       |             |            |                         |
| 37.  | Justine Henin        | 1       | Australian Open, Melbourne, Australia | Cemento     | QF         | 6–4, 6–0                |
| 38.  | Jelena Janković      | 4       | Australian Open, Melbourne, Australia | Cemento     | Semifinale | 6–3, 6–1                |
| 39.  | Ana Ivanović         | 3       | Australian Open, Melbourne, Australia | Cemento     | Finale     | 7–5, 6–3                |
| 40.  | Daniela Hantuchová   | 8       | Indian Wells, Stati Uniti             | Cemento     | QF         | 7–6(7–2), 6–1           |
| 2009 |                      |         |                                       |             |            |                         |
| 41.  | Nadia Petrova        | 10      | Stanford, Stati Uniti                 | Cemento     | 2R         | 6–1, 6–2                |
| 42.  | Viktoryja Azaranka   | 9       | Los Angeles, Stati Uniti              | Cemento     | 2R         | 6–7(4–7), 6–4, 6–2      |
| 43.  | Vera Zvonarëva       | 7       | Toronto, Canada                       | Cemento     | 3R         | 6–2, 7–6(7–3)           |
| 44.  | Jelena Janković      | 8       | Tokyo, Giappone                       | Cemento     | Finale     | 5–2, ritirata           |
| 45.  | Viktoryja Azaranka   | 9       | Pechino, Cina                         | Cemento     | 2R         | 6–3, 6–7(5–7), 7–5      |
| 2010 |                      |         |                                       |             |            |                         |
| 46.  | Elena Dement'eva     | 6       | Stanford, Stati Uniti                 | Cemento     | QF         | 6–4, 2–6, 6–3           |
| 47.  | Agnieszka Radwańska  | 9       | Cincinnati, Stati Uniti               | Cemento     | 3R         | 6–2, 6–3                |
| 2011 |                      |         |                                       |             |            |                         |
| 48.  | Samantha Stosur      | 5       | Miami, Stati Uniti                    | Cemento     | 4R         | 6–4, 6–1                |
| 49.  | Viktoryja Azaranka   | 4       | Roma, Italia                          | Terra       | QF         | 4–6, 3–0, ritirata      |
| 50.  | Caroline Wozniacki   | 1       | Roma, Italia                          | Terra       | Semifinale | 7–5, 6–3                |
| 51.  | Samantha Stosur      | 7       | Roma, Italia                          | Terra       | Finale     | 6–2, 6–4                |
| 52.  | Samantha Stosur      | 10      | Cincinnati, Stati Uniti               | Cemento     | QF         | 6–3, 6–2                |
| 53.  | Vera Zvonarëva       | 2       | Cincinnati, Stati Uniti               | Cemento     | Semifinale | 2–6, 6–3, 6–3           |
| 2012 |                      |         |                                       |             |            |                         |
| 54.  | Petra Kvitová        | 2       | Australian Open, Melbourne, Australia | Cemento     | Semifinale | 6–2, 3–6, 6–4           |
| 55.  | Li Na                | 8       | Miami, Stati Uniti                    | Cemento     | QF         | 6–3, 6–0                |
| 56.  | Caroline Wozniacki   | 6       | Miami, Stati Uniti                    | Cemento     | Semifinale | 4–6, 6–2, 6–4           |
| 57.  | Samantha Stosur      | 5       | Stoccarda, Germania                   | Terra (i)   | QF         | 6–7(5–7), 7–6(7–5), 7–5 |
| 58.  | Petra Kvitová        | 3       | Stoccarda, Germania                   | Terra (i)   | Semifinale | 6–4, 7–6(7–3)           |
| 59.  | Viktoryja Azaranka   | 1       | Stoccarda, Germania                   | Terra (i)   | Finale     | 6–1, 6–4                |
| 60.  | Li Na                | 9       | Roma, Italia                          | Terra       | Finale     | 4–6, 6–4, 7–6(7–5)      |
| 61.  | Petra Kvitová        | 4       | Open di Francia, Parigi, Francia      | Terra       | Semifinale | 6–3, 6–3                |
| 62.  | Angelique Kerber     | 6       | Pechino, Cina                         | Cemento     | QF         | 6–0, 3–0, ritirata      |
| 63.  | Li Na                | 8       | Pechino, Cina                         | Cemento     | Semifinale | 6–4, 6–0                |
| 64.  | Sara Errani          | 7       | Istanbul, Turchia                     | Cemento     | RR         | 6–3, 6–2                |
| 65.  | Agnieszka Radwańska  | 4       | Istanbul, Turchia                     | Cemento     | RR         | 5–7, 7–5, 7–5           |
| 66.  | Samantha Stosur      | 9       | Istanbul, Turchia                     | Cemento     | RR         | 6–0, 6–3                |
| 67.  | Viktoryja Azaranka   | 1       | Istanbul, Turchia                     | Cemento     | Semifinale | 6–4, 6–2                |
| 2013 |                      |         |                                       |             |            |                         |
| 68.  | Samantha Stosur      | 9       | Doha, Qatar                           | Cemento     | QF         | 6–2, 6–4                |
| 69.  | Sara Errani          | 8       | Indian Wells, Stati Uniti             | Cemento     | QF         | 7–6(8–6), 6–2           |
| 70.  | Caroline Wozniacki   | 10      | Indian Wells, Stati Uniti             | Cemento     | Finale     | 6–2, 6–2                |
| 71.  | Sara Errani          | 7       | Miami, Stati Uniti                    | Cemento     | QF         | 7–5, 7–5                |
| 72.  | Angelique Kerber     | 6       | Stoccarda, Germania                   | Terra (i)   | Semifinale | 6–3, 2–6, 7–5           |
| 73.  | Li Na                | 5       | Stoccarda, Germania                   | Terra (i)   | Finale     | 6–4, 6–3                |
| 74.  | Viktoryja Azaranka   | 3       | Open di Francia, Parigi, Francia      | Terra       | Semifinale | 6–1, 2–6, 6–4           |
| 2014 |                      |         |                                       |             |            |                         |
| 75.  | Petra Kvitová        | 8       | Miami, Stati Uniti                    | Cemento     | QF         | 7–5, 6–1                |
| 76.  | Agnieszka Radwańska  | 3       | Stuttgart, Germania                   | Terra (i)   | QF         | 6–4, 6–3                |
| 77.  | Li Na                | 2       | Madrid, Spagna                        | Terra       | QF         | 2–6, 7–6(7–5), 6–3      |
| 78.  | Agnieszka Radwańska  | 3       | Madrid, Spagna                        | Terra       | Semifinale | 6–1, 6–4                |
| 79.  | Simona Halep         | 5       | Madrid, Spagna                        | Terra       | Finale     | 1–6, 6–2, 6–3           |
| 80.  | Simona Halep         | 4       | Open di Francia, Parigi, Francia      | Terra       | Finale     | 6–4, 6–7(5–7), 6–4      |
| 81.  | Simona Halep         | 2       | Cincinnati, Stati Uniti               | Cemento     | QF         | 3–6, 6–4, 6–4           |
| 82.  | Ana Ivanović         | 9       | Cina, Cina                            | Cemento     | Semifinale | 6–0, 6–4                |
| 83.  | Petra Kvitová        | 3       | Pechino, Cina                         | Cemento     | Finale     | 6–4, 2–6, 6–3           |
| 84.  | Agnieszka Radwańska  | 6       | Singapore, Stato di Singapore         | Cemento (i) | RR         | 7–5, 6–7(4–7), 6–2      |
| 2015 |                      |         |                                       |             |            |                         |
| 85.  | Ana Ivanović         | 7       | Brisbane, Australia                   | Cemento     | Finale     | 6–7(4–7), 6–3, 6–3      |
| 86.  | Eugenie Bouchard     | 7       | Australian Open, Melbourne, Australia | Cemento     | QF         | 6–3, 6–2                |
| 87.  | Agnieszka Radwańska  | 8       | Fed Cup, Cracovia, Polonia            | Cemento (i) | QF         | 6–1, 7–5                |
| 88.  | Caroline Wozniacki   | 5       | Madrid, Spagna                        | Terra       | QF         | 6-1, 3–6, 6–3           |
| 89.  | Carla Suárez Navarro | 10      | Roma, Italia                          | Terra       | Finale     | 4–6, 7–5, 6–1           |
| 90.  | Agnieszka Radwańska  | 6       | Singapore, Stato di Singapore         | Cemento (i) | RR         | 4–6, 6–3, 6–4           |
| 91.  | Simona Halep         | 2       | Singapore, Stato di Singapore         | Cemento (i) | RR         | 6–4, 6–4                |
| 92.  | Flavia Pennetta      | 8       | Singapore, Stato di Singapore         | Cemento (i) | RR         | 7–5, 6–1                |
| 93.  | Petra Kvitová        | 6       | Fed Cup, Fulnek, Repubblica Ceca      | Cemento (i) | Finale     | 3–6, 6–4, 6–2           |
| 2017 |                      |         |                                       |             |            |                         |
| 94.  | Simona Halep         | 2       | US Open, New York, Stati Uniti        | Cemento     | 1R         | 6-4, 4-6, 6-3           |
| 2018 |                      |         |                                       |             |            |                         |
| 95.  | Jeļena Ostapenko     | 6       | Roma, Italia                          | Terra       | QF         | 6-7, 6-4, 7-5           |
| 96.  | Karolína Plíšková    | 6       | Parigi, Francia                       | Terra       | 3R         | 6-2, 6-1                |
| 97.  | Jeļena Ostapenko     | 10      | US Open, New York, Stati Uniti        | Cemento     | 3R         | 6-3, 6-2                |
| 2019 |                      |         |                                       |             |            |                         |
| 98.  | Caroline Wozniacki   | 3       | Australian Open, Melbourne, Australia | Cemento     | 3R         | 6-4, 4-6, 6-3           |

## Record
- Marija Sharapova è diventata la prima russa a vincere il Torneo di Wimbledon e gli Australian Open.
- Dopo la vittoria agli Open di Francia 2012 è diventata la decima tennista in assoluto a completare il Career Grand Slam, prima russa a riuscirci.
- Maria Sharapova agli Australian Open 2013 inflisse due 6-0 6-0 consecutivi, nei primi due turni, seconda tennista in assoluto a riuscire nell'impresa; la prima tennista a riuscirci fu Wendy Turnbull nel 1985.
- Marija è stata la prima russa a raggiungere tre finali slam consecutive nello stesso torneo del Grande Slam, impresa a lei riuscita quando è arrivata alla finale degli Open di Francia 2014.
- Nel 2014 ha disputato la seconda finale più lunga degli Open di Francia contro Simona Halep; riesce a prevalere con il punteggio di 6-4, 65-7, 6-4 dopo 3 ore e 2 minuti di gioco, mancando per soli 2 minuti il record della finale più lunga, quella disputata da Steffi Graf e Arantxa Sánchez Vicario nel 1996, che vide la Graf vincere 10-8 al terzo.
- Maria Sharapova è la tennista di nazionalità russa che ha vinto più tornei al livello WTA (35), e quella che ha disputato più finali (58).
- Ha vinto per almeno 13 anni un torneo WTA (2003-15), dietro soltanto a Steffi Graf (14), Chris Evert (18) e Martina Navratilova (21).
- È ottava nella classifica di vittorie in un Torneo del Grande Slam in singolare con 5 titoli vinti.
- Tra le tennista in attività, è la terza giocatrice ad aver vinto più titoli a livello WTA (35), e ad aver disputato più finali (58).
- È la quinta tennista in assoluto ad avere la più alta percentuale di vittorie sulla terra rossa (84,2%), la prima in attività; sull'erba invece risulta settima con l'81,9% di vittorie.
- È la seconda tennista in assoluto (dietro Serena Williams) ad aver guadagnato più dollari dai montepremi dei tornei a cui ha partecipato.
- È sesta nella classifica di semifinali raggiunte nei tornei del Grande Slam (20), invece è decima nel numero di partite vinte (171).